# سوكولا
سوكولا هي قرية في التقسيم الإداري في كونكولوفيتسا في مقاطعة رادزين بودلاسكي في محافظة لوبلين في شرق بولندا.  تقع على بعد حوالي 10 كيلومتر (6 ميل) غرب كونكولوفيتسا، 17 كيلومتر (11 ميل) شمال رادزين بودلاسكي و 77 كيلومتر (48 ميل) شمال العاصمة الإقليمية لوبلين.